# まじかる音符
『まじかる音符』（まじかるノート）は、美村あきのによる日本の漫画作品。『別冊少女フレンド』（講談社）にて、1983年1月号から10月号にかけて連載された。単行本は別フレKCより全2巻。電子書籍版が2022年9月に大洋図書より出された。
ラグビー部員と応援団部員の両方の活気に満ちた様を描こうとして生まれた作品だという。また、名も知らぬ幼馴染みとの思い出と再会というテーマをひとひねりしているところにも特色がある。

## あらすじ
菜々原華乃には忘れられぬ幼少期の思い出があった。それは北海道に転校することになり、片思いしていたほかのクラスの男子に告白し、ともに気持ちを確かめあったことであった。両親が交通事故でなくなり、高校生になり、叔父の家に寄宿することになった華乃は入学式の日、自転車で通学中に軍司練三郎というやや野性的な少年に出会う。また幼馴染みの高木琴子、笹木小次郎とも再会し、練三郎とも同じ組になる。年上の女性を追って受験に合格した練三郎はほどなくしてその交際相手だという応援団部員たちに絡まれるが、それに巻き込まれた華乃は自分を庇う練三郎の中に、かつて告白した相手の面影を見た。しかし、練三郎は華乃が転校後に東京から転入してきたことが分かり、彼とは別人だと判明する。そして華乃への長年の思いを告げた小次郎と、華乃は交際することになり、応援団部員との喧嘩がきっかけで応援団部長に認められ、入部した練三郎は、同じく自分を追って入学してきた幼馴染みの日比谷論美と交際するようになる。
時は流れ、高校2年。華乃は恋人でラグビー部の小次郎のために、チアリーディング・クラブに入部しようとする。華乃のことを知っている第三の男、染谷の登場で、華乃の周囲は複雑になってゆく。

## 登場人物
菜々原華乃（ななはら かのう）
主人公。城崎高校1年生→3年生。真面目で控え目な性格で、優等生で運動音痴。小学校の時に転校前に告白した「あの子」の思い出に縛られており、そのため、本人の意図とは別に周囲をかき乱してしまう。入学当初、文芸部に所属していたが、小次郎のためにチアリーディング・クラブに入部する。
軍司練三郎（ぐんじ れんざぶろう）
華乃のクラスメート。城崎高校1年生→3年生。応援団部。多少不良じみたところのある、それでいてお調子者の少年。入学式の日に華乃のこぐ自転車と衝突し、彼女と知り合う。華乃は彼に「あの子」の面影を見ており、別人と分かった後も夢の中に現れる。当初は華乃に関心があったが、性格の違いと小次郎が彼女を好きなのに気づき、論美の気持ちに応える。だが、華乃が過去に自分への思いを記したノートを見てしまい、動揺する。
笹木小次郎（ささき こじろう）
華乃の幼馴染みで、クラスメート。城崎高校1年生→3年生。ラグビー部に入部。練三郎に失恋した形になった華乃と交際するが、一人でテニスをしている気分で、何も応答がないと華乃に告げ、その原因が練三郎にあるのではないか、と詰問する。
日比谷論美（ひびや さとみ）
練三郎の幼馴染み。城崎高校1年生→3年生。練三郎が華乃に関心があることに嫉妬し、両思いになった後も何かと華乃にも絡んでくる。華乃がチアリーダー部に入部したことも、応援団部とチアリーディング・クラブとの関係を知ってのことと疑う。実家は連れ込み旅館を経営している。
高木琴子（たかぎ ことこ）
華乃の幼馴染みで、クラスメート。親友。華乃は彼女に恋の悩みを打ち明けていた。「あの子」については記憶しておらず、華乃が小次郎を軽く見ていると指摘する。
染谷陽一（そめや よういち）
紅葉台高校のラグビー部員。小次郎のライバル。華乃のことを知っている。
華乃の叔父
両親なき後の華乃を引き取る。華乃のことにはあまり干渉せず、黙って温かくみていこうとしている。
華乃の叔母
華乃の両親が華乃を残してなくなってしまったことを憂慮している。華乃のごみ箱に捨ててあった練三郎の鉢巻きを見て、小次郎のことを「軍司くん」だと勘違いする。
応援団部の団長
練三郎の追ってきた年上の彼女の恋人。3年になり、応援団部長になる。論美と一緒にいるところを華乃たちに目撃される。

## 書誌情報
- 美村あきの 『まじかる音符』 講談社〈別冊フレンドKC〉、全2巻
  1. 1983年6月14日発刊[4]、ISBN 978-4-06-106581-9
  2. 1983年12月14日発刊[5]、ISBN 978-4-06-106594-9
- 美村あきの 『まじかる音符』 大洋図書〈クイーンズセレクション〉、全2巻、電子書籍版
  1. 2022年9月2日発売、
  2. 2022年9月9日発売、